# Un historien à Gaza
Un historien à Gaza est un récit de l'historien français Jean-Pierre Filiu paru en mai 2025 aux éditions Les Arènes et consacré à la guerre menée par Israël dans la bande de Gaza. L'auteur témoigne du séjour d'un mois qu'il a effectué dans la bande de Gaza de décembre 2024 à janvier 2025. Il bénéficie d'une réception critique positive, qui souligne la rareté d'un tel témoignage du fait de l'interdiction faite par Israël aux journalistes internationaux d'accéder à la bande de Gaza.

## Propos
Du 19 décembre 2024 au 21 janvier 2025, l'historien spécialiste du Proche-Orient Jean-Pierre Filiu parvient à se rendre dans la bande de Gaza, strictement interdite d'accès aux journalistes internationaux depuis le début de la guerre, grâce à son intégration au sein d'une équipe humanitaire de Médecins sans frontières, ONG à laquelle sont versés les droits d'auteur de l'ouvrage.
Avec quelques mises en perspective historiques du conflit israélo-palestinien, et sans épargner le Hamas — dont il relate la brutalité tant lors des massacres du 7 octobre 2023 qu'à l'égard des Palestiniens —, ni le Fatah, Jean-Pierre Filiu relate ce qu'il a vu dans la bande de Gaza durant le mois où il y a séjourné. Il décrit en particulier le quotidien à Al-Mawasi, zone littorale du sud de Gaza où il a résidé, devenue un immense camp de réfugiés où survivent un million de Palestiniens, exposée aux éléments et aux bombardements de l'armée israélienne qui l'a pourtant désignée comme « zone humanitaire ».
Il raconte plus globalement la destruction méthodique et volontaire par Israël du bâti gazaoui, véritable « choc » pour lui qui avait connu le Gaza d'avant, la destruction des infrastructures énergétiques et d'assainissement, celle des terres agricoles, de la totalité des universités du territoire, de nombreux hôpitaux. Il évoque le blocus de l'aide alimentaire, les déplacements forcés, la famine qui s'installe, les dizaines de milliers de victimes civiles de tirs et bombardements israéliens, les victimes de la faim, du froid et des maladies causés par la guerre, les « décharges à ciel ouvert où grouillent des enfants nu-pieds », « les trous creusés dans le sable en guise de sanitaires », le pillage des convois humanitaires de l'ONU par des gangs palestiniens bénéficiant de la bienveillance de Tsahal, le chaos qui s'installe, la hausse des violences sexuelles et l'espoir d'une trêve,,,.
Pour l'auteur, il s'agit d'un « nettoyage ethnique » commis par Israël. Il dénonce l'armée israélienne, responsable de la mort des « professionnels de l'information », et fustige également les nations, qui ont « laissé faire » quand elles n'ont « pas applaudi ». Il critique notamment les États-Unis, « soutien pratiquement inconditionnel » de la guerre israélienne contre Gaza.

## Réception critique
Le quotidien belge Le Vif décrit un « témoignage [...] rare et précieux », Le Monde, qui en publie les bonnes feuilles, un « témoignage rare », Le Canard enchaîné « un document précieux », 20 Minutes « un récit rare et bouleversant qui donne à voir la destruction de Gaza ». Le témoignage est jugé précieux du fait de l'interdiction faite par Israël aux journalistes internationaux d'accéder à la bande de Gaza, souligne à l'unisson la presse francophone ; Libération cite : « « Que comprendrions nous à la guerre d’Ukraine si seuls en rendaient compte des journalistes basés et accrédités à Moscou ? » fait valoir le témoin privilégié [Jean-Pierre Filiu]. »
La Croix estime qu'« historien, Jean-Pierre Filiu a réussi là où les médias ont échoué, du fait même de leur profession et de la caisse de résonance qu'aurait donné leur couverture à l'atrocité des représailles israéliennes aux attaques barbares du Hamas » et considère la lecture de l'ouvrage « salutaire et nécessaire pour chasser le poison du doute qui a pu s'installer à force de distance, de désinformation de toutes parts et de désintérêt pour une guerre qu'on ne veut pas comprendre », tout en regrettant les critiques de l'auteur vis-à-vis de la presse internationale.
Pour Philosophie Magazine, « ce témoignage est, au-delà de la description, un voyage aux frontières de la société humaine, là où la justice est devenue une idée bien futile » mais où, « entre deux ordres d’évacuation, la vie s’organise encore ».
Orient XXI estime que l'auteur fait « œuvre scientifique, attaché aux chiffres et aux sources », tout en laissant paraître son émotion.

## Édition
- Jean-Pierre Filiu, Un historien à Gaza, Paris, Les Arènes, mai 2025, 203 p. (ISBN 979-10-375-1378-6).